# Juan Carlos Arias Pérez
Juan Carlos Arias Pérez (* 4. September 1985) ist ein kubanischer Bahn- und Straßenradrennfahrer.

## Sportliche Laufbahn
Juan Carlos Arias Perez gewann 2006 die vierte Etappe der Vuelta a Costa Rica nach El Roble de Puntarenas. Im nächsten Jahr konnte er mit seiner Mannschaft ISCF Manuel Fajardo zwei Teilstücke bei der Vuelta a Cuba für sich entscheiden. In der Saison 2008 wurde Arias Perez kubanischer Meister im Straßenrennen. 2009 und 2010 gewann er jeweils eine Etappe der Vuelta a Cuba. Bei den Panamerikanischen Bahnmeisterschaften 2013 errang er drei Medaillen: jeweils Silber in Punktefahren und Scratch sowie Ramón Martín Bronze im Zweier-Mannschaftsfahren. Bei den Panamerikanischen Meisterschaften im Jahre 2018 belegte er Rang sieben im Straßenrennen.

## Erfolge

### Straße
2006
- eine Etappe Vuelta a Costa Rica

2007
- zwei Etappen Vuelta a Cuba

2008
- Kubanischer Meister – Straßenrennen

2009
- eine Etappe Vuelta a Cuba

2010
- eine Etappe Vuelta a Cuba

2017
- Kubanischer Meister – Straßenrennen

2019
- Kubanischer Meister – Einzelzeitfahren

### Bahn
2013
- Panamerikameisterschaft – Punktefahren. Scratch
- Panamerikameisterschaft – Madison (mit Ramón Martín)